# 46 av. J.-C.
Cette page concerne l'année 46 av. J.-C. du calendrier julien proleptique.

## Événements
- 5 novembre 47 av. J.-C. (1er janvier 708 du calendrier romain)[1] : début à Rome du consulat de Caius Julius Caesar III et M. Aemilius Lepidus I[2].
- 8 novembre 47 av. J.-C. (4 janvier 708 du calendrier romain) : les Pompéiens de Titus Labienus sont victorieux de César à la bataille de Ruspina[2].
- 6 février (6 avril du calendrier romain) : victoire de César à la bataille de Thapsus[3] sur les Pompéiens et Juba Ier, roi de Numidie, qui dispose de nombreux éléphants, mais ceux-ci, trop récemment capturés, sont pris de panique pendant la bataille. Metellus Scipion et Juba Ier se donnent la mort. Caton se suicide dans Utique assiégée.
- 16-17 février (16-17 avril du calendrier romain) : César entre dans Utique. Il annexe l’Africa Nova, partie orientale de la Numidie. Il nomme gouverneur de la région de Cirta-Hippone un certain Sittius, homme d’affaires campanien, qui l’a aidé pendant la guerre civile (fin en 44 av. J.-C.)[2].

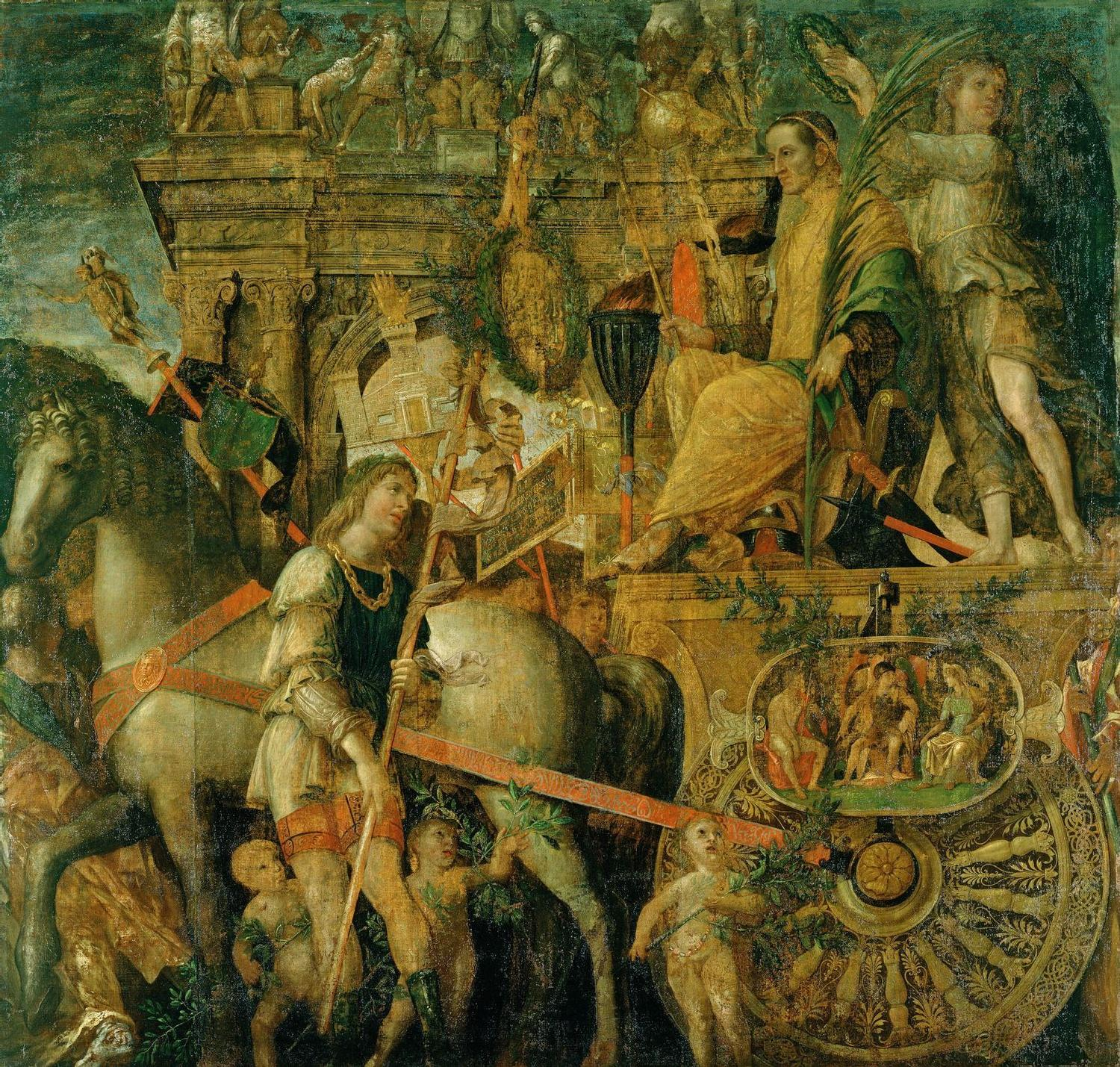
Le triomphe de César, IX - Jules César sur son char triomphal ; Andrea Mantegna (1484-92).

- Juin (août du calendrier romain) : célébration de quatre triomphes de Jules César (ex Gallia, ex Aegypto, ex Ponto, ex Africa de rege Iuba[4]).
  - Jules César convoque à Rome les deux souverains égyptiens Cléopâtre VII et Ptolémée XIV pour assister à son triomphe (auquel figure leur sœur Arsinoé). Ils y resteront jusqu'à l’assassinat de César[5]. Arsinoé s’attire la sympathie de la foule romaine et est épargnée par César. Exilée au temple d’Artémis à Éphèse elle sera mise à mort en 41 av. J.-C. sur l’ordre d’Antoine[6].

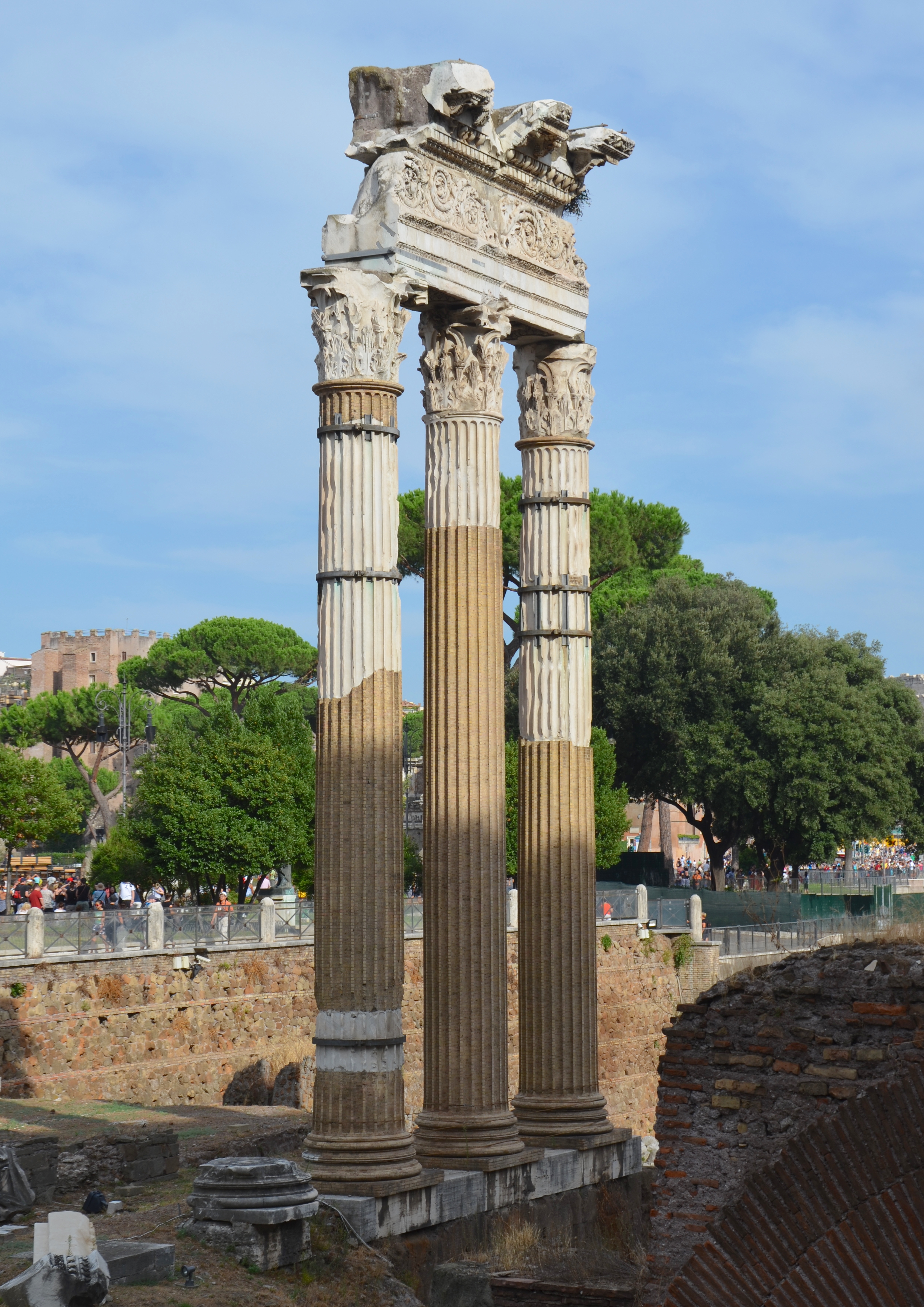
Le Forum Julium et le temple de Venus Genetrix.

- 24-25 juillet (25-26 septembre du calendrier romain)[4] :
  - Au dernier jour de la célébration de son triomphe sur Pompée, César procède à la dédicace du Forum Julium, de la basilique Julia et du temple de Vénus Genitrix (qu'il avait voué avant la bataille de Pharsale en 48 av. J.-C.)[2].
  - La première naumachie de l'histoire romaine est organisée à l'occasion de la dédicace du temple de Venus Genetrix[7].
  - César donne par ailleurs l'ordre d'assassiner le chef gaulois Vercingétorix dans sa prison du Tullianum[7].
- 21 septembre : Arelate (aujourd'hui Arles) devient colonie romaine attribuée aux vétérans de la VIe légion (Colonia Julia Paterna Arelate Sextanorum)[8].
- Septembre-octobre[9] : Pro Marcello, de Cicéron. Il exhorte César à rétablir la paix civile et à donner à l’État une constitution.
- Novembre : César part pour l'Hispanie[4].
- Entre novembre et décembre du calendrier romain, ajout de deux mois intercalaires. Jules César réforme le calendrier romain en se servant du modèle égyptien ; l'an d'après était l'application du nouveau calendrier julien. 
 Pour compenser le décalage de plus de deux mois avec le rythme naturel des saisons dû à l'utilisation de mois lunaires, il ajoute à cette année 90 jours supplémentaires ; elle porta le nom de « annus confusionis » (année de la confusion). Il institue les années bissextiles[10].

- 46-45 av. J.-C.[11] : les fils de Pompée attribuent à Corduba le premier statut colonial de l'Hispanie, qui donnent aux résidents le statut de citoyens romains, passant ainsi sous le nom de Córduba Colonia Patricia.
- Hérode Ier le Grand est nommé stratège de Coelé-Syrie et de Samarie[2].
- Réaménagement du Circus Maximus pour la préparation du triomphe de César[12].

## Naissances
- Varus, général et homme politique romain.

## Décès en 46 av. J.-C.
- Février (avril du calendrier romain) : 
  - Caton d'Utique, homme politique romain, partisan de Pompée.
  - Juba Ier de Numidie.
- 25 juillet : (26 septembre du calendrier romain) : Vercingétorix, meneur arverne d'une révolte gauloise contre l'occupant romain de 52 av. J.-C., est assassiné sur ordre de Jules César dans sa prison le Tullianum à Rome.